# Klikovka (Pankrác)
Klikovka je zaniklá usedlost v Praze 4-Nuslích na Pankráci, která stála poblíž kostela svatého Pankráce. Zanikla po roce 1914. Je po ní pojmenovaná ulice Na Klikovce.